# Kršćanstvo u Belgiji
Kršćanstvo je najzastupljenija vjera u Belgiji.

## Povijest
Kršćanstvo u belgijske krajeve stiže u rimsko doba, od 2. do 5. stoljeća. Belgija je tradicijski rimokatolička. Njena pripadnost rimokatoličanstvu u svezi je s diobom Španjolske Nizozemske. Zapadna šizma ticala se belgijskih krajeva, jer je Kraljevina Francuska priklonila se avignonskom papi, a sjeverni krajevi rimskom papi. Širenjem protestantizma nije ugrožena katolička većina. Od protestanata u Belgiji su ostali kalvinisti.

## Broj vjernika
Procjene koje navodi CIA za 2011. godinu govore o sljedećem vjerskom sastavu:
- rimokatolici 75%
- ostali (protestanti uključeni) 25%

## Galerija
- Širenje kršćanstva u Europi i na Sredozemlju.
- Europa u doba velike podjele 1054. godine.
- Religija u Europi, na Sredozemlju i na Bliskom Istoku 1100.
- Zapadni raskol. Pristaše avignonskog (crveno) i rimskog (plavo) pape. 1409. slika se mijenja pojavom pisanskog pape. Zemljovid još nije potpun i točan.
- Religije u Europi 1560.